# Serra do Cusso
Serra do Cusso är en bergskedja i Angola.   Den ligger i provinsen Uíge, i den nordvästra delen av landet, 300 kilometer nordost om huvudstaden Luanda.
I omgivningarna runt Serra do Cusso växer huvudsakligen savannskog. Runt Serra do Cusso är det glesbefolkat, med 19 invånare per kvadratkilometer.